# Prvenstvo Anglije 1952
Prvenstvo Anglije 1952 v tenisu.

## Moški posamično
Frank Sedgman :  Jaroslav Drobný, 4-6, 6-2, 6-3, 6-2

## Ženske posamično
Maureen Connolly Brinker :  Louise Brough Clapp, 6-4, 6-3

## Moške dvojice
Ken McGregor /  Frank Sedgman :  Vic Seixas /  Eric Sturgess, 6–3, 7–5, 6–4

## Ženske dvojice
Shirley Fry /  Doris Hart :  Louise Brough /  Maureen Connolly, 8–6, 6–3

## Mešane dvojice
Doris Hart  /  Frank Sedgman :  Thelma Coyne Long /  Enrique Morea, 4–6, 6–3, 6–4